# Vinícius Rodrigues
Vinícius Gonçalves Rodrigues (Rosana, 28 de novembro de 1994) é um atleta paralímpico brasileiro. Em 2019, quebrou o recorde mundial dos 100m rasos da classe T63, para amputados de perna acima do joelho, com o tempo de 11s95. Ele também ganhou a medalha de prata na prova masculina de 100m na classe T63 nos Jogos Paralímpicos de Verão de 2020, realizadas em Tóquio, Japão.

## Biografia
Nascido em Primavera, distrito de Rosana, no estado de São Paulo, a vida de Vinícius mudou completamente quando ele tinha 19 anos. Em 2013, sofreu um acidente de moto em Maringá, Paraná, onde morava. Seu veículo foi atropelado por um carro e ele foi arremessado, colidindo com uma placa de trânsito. Ainda no hospital, recebeu a visita da atleta paralímpica Terezinha Guilhermina, que o apresentou ao esporte paralímpico, se tornando seu novo sonho desde então.

## Carreira

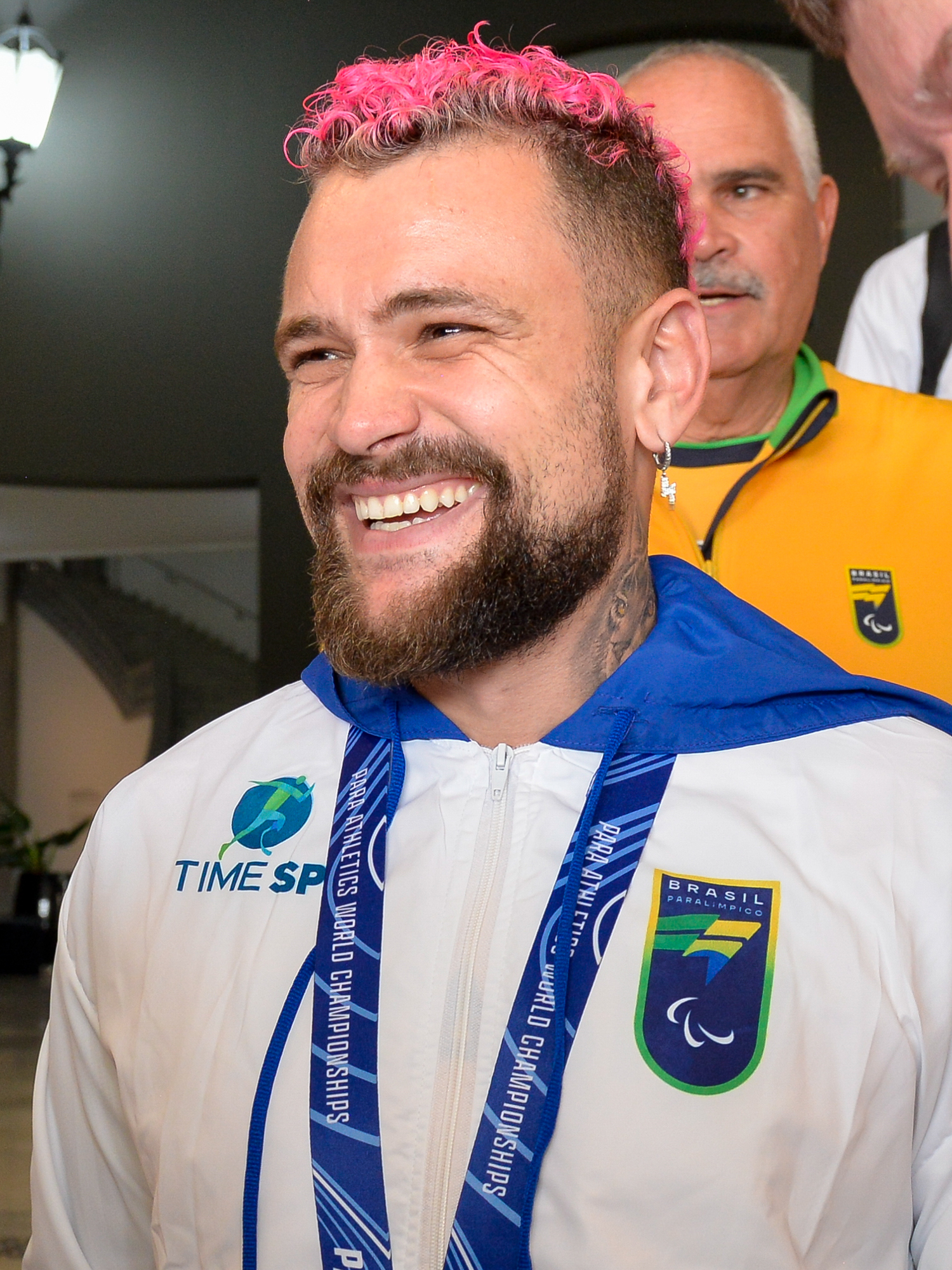
Rodrigues (2023)

Cerca de seis meses após o acidente, Vinícius foi ao autódromo. Em 2015, participou pela primeira vez de uma competição paralímpica, dois anos após a amputação de sua perna.
Em 2019, durante o evento paralímpico de atletismo Open Loterias Caixa, tornou-se recordista mundial dos 100 metros rasos da classe T63, categoria amputados de perna, completando a prova em 11 segundos e 95 milésimos, conquistando com esse resultado o direito para representar o Brasil nos Jogos Parapan-Americanos de 2019, em Lima, Peru, e no Campeonato Mundial de Para-Atletismo de 2019, em Dubai, nos Emirados Árabes Unidos. No mesmo ano, conquistou a medalha de bronze na prova masculina dos 100 metros na classe T63 no Campeonato Mundial de Para-Atletismo de 2019.
Em 2021, Vinícius disputou seus primeiros Jogos Paralímpicos, em Tóquio, Japão. E, logo na estreia, o velocista conquistou a medalha de prata na prova masculina de 100 metros da classe T63, perdendo a prova por apenas um milésimo. Sua última medalha de prata foi no Campeonato Mundial de Para-Atletismo de 2023, na prova masculina dos 100 metros na classe T63, em Paris, França. Atualmente, ele afirma estar cotado para competir nos Jogos Paralímpicos de Verão de 2024.

### Big Brother Brasil 24
Em 5 de janeiro de 2024, Vinícius foi confirmado como um dos participantes da vigésima quarta edição do reality show Big Brother Brasil como membro do grupo "Camarote". Vinícius foi o quinto eliminado do reality em 23 de janeiro de 2024, com 9,92% dos votos, sendo o primeiro Camarote eliminado pelo público nesta edição no 1.º Paredão quíntuplo da história do programa, após enfrentar na berlinda Alane Dias (40,85%), Giovanna Pitel (15,96%), Lucas Luigi (12,52%) e Marcus Vinicius (20,75%).

## Vida pessoal
Vinícius perdeu o nascimento de sua filha Ana Luiza, de 7 anos, para participar das Olimpíadas, dizendo:
Em seu vídeo de apresentação ao BBB 24, Vinícius afirma que é solteiro e nunca namorou, admitindo que não se emociona facilmente e que as pessoas levam um tempo para conquistá-lo.

## Filmografia
| Ano  | Título             | Função                   | Notas        | Ref.   |
| ---- | ------------------ | ------------------------ | ------------ | ------ |
| 2024 | Big Brother Brasil | Participante (21º lugar) | Temporada 24 | [ 19 ] |